# Distrito de Weißenfels
El Distrito de Weißenfels (en alemán: Landkreis Weißenfels) fue un Landkreis (distrito) ubicado al sur del estado federal alemán de Sachsen-Anhalt. Los territorios vecinos al norte son el distrito de Merseburg-Querfurt, al este los distritos sajones de la Comarca de Leipzig y al sur y oeste el de Burgenland. La capital del distrito recae sobre la ciudad de Weißenfels.

## Composición del distrito
(Habitantes a 30 de junio de 2005)

### Municipios/ciudades
1. Hohenmölsen, Ciudad (9.806)

### Agrupaciones administrativas
Posición de la administración * 
| - 1. Verwaltungsgemeinschaft Lützen-Wiesengrund 1. Dehlitz (Saale) (560) 2. Granschütz (1.143) 3. Großgörschen (869) 4. Lützen, Ciudad * (3.658) 5. Muschwitz (1.175) 6. Poserna (406) 7. Rippach (685) 8. Röcken (601) 9. Sössen (239) 10. Starsiedel (710) 11. Taucha (649) 12. Zorbau (832) - 2. Verwaltungsgemeinschaft Saaletal 1. Burgwerben (1.066) 2. Goseck (1.124) 3. Großkorbetha * (2.042) 4. Reichardtswerben (1.286) 5. Schkortleben (634) 6. Storkau (592) 7. Tagewerben (823) 8. Uichteritz (1.443) 9. Wengelsdorf (924) | - 3. Verwaltungsgemeinschaft Vier Berge-Teucherner Land 1. Gröben (736) 2. Gröbitz (515) 3. Krauschwitz (619) 4. Langendorf (2.510) 5. Leißling (1.625) 6. Nessa (1.018) 7. Prittitz (1.013) 8. Teuchern, Ciudad * (3.557) 9. Trebnitz (907) - 4. Verwaltungsgemeinschaft Weißenfelser Land 1. Markwerben (704) 2. Weißenfels, Ciudad * (30.046) |

### Pequeños pueblos extintos
En los años 1920/30 existieron las pequeñas poblaciones de:
- Schulpforta: Schulpforte (1929),
- Kösen: Bad Kösen (1935),
- Cämmeritz: Kämmeritz (1937),
- Cleben: Kleben (1937).